# Markaz as Sanţah
Markaz as Sanţah (arabiska: مركز السنطة) är en region i Egypten.   Den ligger i guvernementet Al-Gharbiyya, i den norra delen av landet, 80 km norr om huvudstaden Kairo.